# Hàn Doãn Trung
Hàn Doãn Trung (chữ Hán: 韓允中, bính âm: Han Yunzhong, 814 - 874), nguyên tên là Hàn Quân Hùng (韓君雄), là Tiết độ sứ Ngụy Bác dưới thời nhà Đường trong lịch sử Trung Quốc, cai trị bán độc lập với chính quyền trung ương.

## Thời trẻ
Hàn Quân Hùng chào đời vào năm 814 dưới thời vua Hiến Tông nhà Đường. Gia tộc họ Hàn xuất xứ từ Ngụy châu, cha là Hàn Quốc Xương từng đảm nhận chức quan dưới quyền tiết độ sứ Hà Hoằng Kính, làm quan tới thứ sử Bối châu kiêm Ngự sử trung thừa. Ngay từ khi còn trẻ, Hàn Quân Hùng được theo lệ phụ ấm, bổ dụng làm bì giáo trong quân. Vào khoảng năm 843 - 844, ông theo cha tham gia vào chiến dịch đánh diệt Lưu Chẩn ở Chiêu Nghĩa theo lệnh triều đình nhà Đường.

## Tiết độ sứ
Năm 870, do Tiết độ sứ đương nhiệm Hà Toàn Hạo (con Hà Hoằng Kính) tàn nhẫn khắc nghiệt, thích giết người làm vui, lại dùng xử tử hay đánh đập tàn nhẫn tội nhân kể cả những người chưa trưởng thành, nên quân sĩ lấy làm bất bằng. Khi quân sĩ nghe được tin Toàn Hạo có ý cắt giảm chi phí ăn uống và quân phục của họ, bèn liên thủ làm phản. Toàn Hạo được tin, nhảy lên ngựa bỏ trốn, quân sĩ đuổi theo, bắt được và giết Toàn Hạo. Hàn Quân Hùng được quân sĩ ủng hộ, lên nắm quyền. Tiết độ sứ Thành Đức dâng thư lên Đường Ý Tông xin công nhận Hàn Quân Hùng. Nhà Đường chấp thuận, phong Phổ vương Huyên làm Tiết độ sứ, Hàn Quân Hùng làm Tả Tán kị thường thị, Ngự sử trung thừa, Tiết độ quan sát lưu hậu. Chưa được một tháng, lại có chiếu chuyển ông làm Kiểm giáo Công bộ thượng thư, Ngụy châu đại đô đốc phủ trưởng sứ, tiết độ quan sát sứ Ngụy Bác.
Năm 873 dưới thời Đường Hi Tông, được nhận chức Đồng trung thư môn hạ bình chương sự, ban tên mới là Doãn Trung. Năm 874, Hàn Doãn Trung qua đời, được truy tặng là Thái úy. Quân trung ủng hộ người con trai trưởng của ông là Tiết độ phó sứ Hàn Giản lên thay, triều đình đồng ý công nhận.